# Cronheimer Wald
Der Cronheimer Wald ist ein zusammenhängendes Waldgebiet nördlich des namengebenden Ortes Cronheim, eines Gemeindeteils von Gunzenhausen im mittelfränkischen Landkreis Weißenburg-Gunzenhausen. Der Cronheimer Wald war ein 100,91 Hektar großes Gemeindefreies Gebiet, das am 1. Januar 1967 in die damalige Gemeinde Cronheim eingegliedert wurde.

## Geographie

### Lage
Der Cronheimer Wald befindet sich im äußersten Westen des Landkreises Weißenburg-Gunzenhausen. Die Grenze zum Landkreis Ansbach schmiegt sich teilweise um den Wald, teilweise verläuft sie auch durch den Wald. Nachbarorte sind im Süden Cronheim, im Nordwesten Kleinlellenfeld, im Nordosten Unterhambach und im Südosten Filchenhard. Es grenzt im Osten die Waldflur Holler an, im Südwesten die Waldflur Gemeindewald, im Norden an die Waldflur Wettlach. Im Süden wird der Wald vom im Waldgebiet entspringenden Kröttenbach durchflossen, im Norden vom im Waldgebiet entspringenden Heggraben.
Der Ort wird von einigen Flurwegen durchzogen. Südlich führt die Kreisstraße WUG 25 vorbei.

### Naturräumliche Zuordnung
Der Cronheimer Wald gehört in der naturräumlichen Haupteinheitengruppe Fränkisches Keuper-Lias-Land (Nr. 11), in der Haupteinheit Vorland der Südlichen Frankenalb (110) und in der Untereinheit Hahnenkamm-Vorland (110.2) zum Naturraum Hahnenkamm-Liasgürtel (110.20).